# Sin remitente
Sin remitente es una película mexicana del director mexicano Carlos Carrera estrenada en 1995. Obtuvo el Premio Ariel a Mejor Película en 1996.

## Sinopsis
Don Andrés, un anciano que tiene por vecina a una joven fiestera llamada Mariana, harto de aguantar el ruido y la falta de paz hace una llamada a la policía que concluye en una redada en la última fiesta de Mariana. Ella, en venganza, le empieza a mandar cartas a don Andrés, fingiendo que provienen de una enamorada anónimo. Sin saberlo, Mariana provocará importantes consecuencias para ambos.

## Reparto
- Fernando Torre Laphame como Andrés.
- Tiaré Scanda como Mariana.
- Luisa Huertas como Teresita de Jesús.
- Guillermo Gil como Mario.
- Luis Felipe Tovar como Luis Felipe.
- Gina Morett como Beti.
- Nora Velázquez como Rosa, la esposa de Mario.
- Gerardo Moscoso como el investigador.
- Juan Carlos Colombo.
- Loló Navarro como el portero.
- Álvaro Carcaño como el policía.
- Enrique Gardiel como el vendedor de flores.
- Jesús Ochoa como el cirujano forense.
- Inés Correa como la anciana de la oficina de correos.
- Iván González como el hijo de Teresita de Jesús.
- Cheli Godínez como una prostituta.
- Lida Jiménez como una prostituta.
- Diana Olimpia.
- Paola Flores como la camarera.
- Marco Bacuzzi.
- Mariano González.
- Alfonso Bravo como el guardia de entrada.

## Premios y reconocimientos
Sin remitente obtuvo 14 nominaciones al Premio Ariel, consiguiendo ganar 4 de las más importantes:
| Premios               | Premios                | Premios   | Premios |
| Categoría             | Persona                | Resultado |         |
| --------------------- | ---------------------- | --------- | ------- |
| Mejor película        |                        | Ganadora  |         |
| Mejor director        | Carlos Carrera         | Ganador   |         |
| Mejor actor           | Fernando Torre Laphame | Ganador   |         |
| Mejor actor de cuadro | Luis Felipe Tovar      | Ganador   |         |

Internacionalmente alcanzó premios en el Festival de Cine de La Habana, en Cuba, y el Festival Tres Continentes, en Nantes, Francia, así como nominaciones al Premio Goya, en España, y en el Festival Internacional de Cine de Venecia, en Italia.